# Palaeoryctes
Palaeoryctes — вимерлий рід ссавців із середнього та пізнього палеоцену Північної Америки. Palaeoryctes нагадував сучасну землерийку, був струнким і гостроносим, з типовими для комахоїдних зубами. Його довжина становила ≈ 12.5 сантиметрів, а вага — від 20 до 60 грамів. Моляри зуби палеорикта не мали жодної функції, окрім проколювання